# José Mena Aguado
José Mena Aguado est un officier général espagnol né le 18 mars 1942 à Antigüedad.

## Biographie

### Destitution
Après qu'il a publiquement critiqué le projet de nouveau statut d'autonomie de la Catalogne, il est placé aux arrêts en résidence surveillée pour huit jours par le ministre de la Défense José Bono le 7 janvier 2006. Il est relevé une semaine plus tard de ses fonctions de commandant des forces terrestres et versé dans la réserve.